# Psychotria ceratalabastron
Psychotria ceratalabastron är en måreväxtart som beskrevs av Karl Moritz Schumann. Psychotria ceratalabastron ingår i släktet Psychotria och familjen måreväxter. Inga underarter finns listade i Catalogue of Life.